# Blastocystis hominis
Il Blastocystis hominis è un parassita, più precisamente un saprofita dell'intestino umano, che compete con le cellule umane per il nutrimento. Produce metaboliti tossici. Viene attualmente classificato nel gruppo Stramenopiles.
L'infezione umana è detta blastocistosi. B.hominis può rimanere nell'intestino per mesi o anni, spesso in modo asintomatico.
È un protista anaerobio stretto. Sono descritti numerosi tipi morfologici.
Il contagio avviene attraverso l'acqua contaminata, l'ingestione di cibi vegetali lavati male, la carne cotta poco, il contatto con gli animali domestici, l'uso di antibiotici e medicine che abbassano il livello immunitario.
Presenta 3 forme diverse di trofozoiti:
Forma vacuolare: Predominante nelle feci ed è di un diametro di 8-10 µm. Si osserva con una forma sferica, uni o multinucleata con un vacuolo centrale che occupa quasi tutto il citoplasma.
Forma granulare: Simile alla precedente ma questa contiene granuli all'interno, solo leggermente più grandi e ha un diametro di 15-25 µm.
Forma ameboide: Molto rara da osservare, ha una forma irregolare e un diametro di 2-8 µm ma può arrivare fino a 100 µm. Presenta solo uno o due nuclei.
Ciste: Hanno una forma ovulato o sferica. Hanno un diametro di 3-5 µm quelli con la parete, e quelli senza 8-10 µm. Presentano 2 nuclei generalmente. 